# Parafia Matki Bożej Frydeckiej w Jaworzynce
Parafia Matki Bożej Frydeckiej w Jaworzynce – parafia rzymskokatolicka w Jaworzynce, w przysiółku Trzycatek, należąca do dekanatu Istebna, diecezji bielsko-żywieckiej. W 2005 zamieszkiwało ją niespełna 700 katolików.
Pierwsza murowana kaplica pw. Matki Boskiej Frydeckiej w Jaworzynce-Trzycatku powstała w 1866. Wezwanie pochodzi od kopii figury Matki Boskiej jaką onegdaj przywieźli ze sobą pielgrzymi z Frydku. Kaplica ta okazała się jednak za mała, dlatego w 1948 na jej miejscu powstała nowa, drewniana kaplica wzniesiona przez mieszkańców jako podziękowanie za przetrwanie II wojny światowej. W 1983 ustanowiono tu regularne duszpasterstwo. W 1997 została rozebrana i przeniesiona do Mlaskawki, a tam poświęcono ją 24 maja 1997 jako kościół filialny pw. św. Józefa parafii Matki Bożej Fatimskiej w Stecówce. Z kolei na Trzycatku na miejscu drewnianej kaplicy wzniesiono nowy, murowany kościół pw. Matki Bożej Frydeckiej konsekrowany 17 października 1999.
Parafia została erygowana przez biskupa bielsko-żywieckiego Tadeusza Rakoczego 17 października 1999.
Zobacz też: parafia Świętych Apostołów Piotra i Pawła w Jaworzynce